# Autostrada A28 (Włochy)
Autostrada A28 (Autostrada Portogruaro - Conegliano) – autostrada w północnych Włoszech. Trasa łączy miasto Pordenone z autostradą A4 oraz z prowadzącą w turystyczne rejony Dolomitów autostradą A27 (brakujące 4 km. mają powstać do 2009 roku). Koncesjonariuszem trasy jest spółka Autovie Venete.